# Hippolyte Anglade
Pour les articles homonymes, voir Anglade (homonymie).
Hippolyte Anglade, né Clément Etremore Barthélémy Sophie Anne Anglade le 10 décembre 1800 à Urs (Ariège) et mort le jeudi 24 novembre 1881 aux Cabannes, est un propriétaire et homme politique français.

## Biographie
Avocat, Hippolyte Anglade s'engage très tôt dans l'opposition à la Restauration, puis à la Monarchie de Juillet. Élu une première fois député de l'Ariège, en remplacement de Justin Laffite décédé, il siège de 1832 à 1834 à l'extrême gauche. Proprietaire agricole et maître de forges aux Cabannes, il est conseiller général de l'Ariège pour Les Cabannes de 1833 à 1852.   
Après le 24 février 1848, il est envoyé au titre de commissaire du gouvernement provisoire pour représenter, de 8 mars au 5 avril, la République dans le département de l'Ariège. Il retrouve le siège de député de l'Ariège de 1848 à 1851. 
Opposant au Second Empire, il est battu aux élections législatives de 1863 et 1869. Après le 4 septembre 1870, il est nommé préfet de l'Ariège par le Gouvernement de la Défense nationale, du 5 septembre 1870 au 8 avril 1871. Il est conseiller général du canton des Cabannes. 
Il est à nouveau battu aux élections législatives de 1871, mais retrouve son poste de député de l'Ariège en 1877 et siège à Gauche, et vote pour l'abolition de la peine de mort. Il est élu sénateur de l'Ariège en 1880 et meurt l'année suivante. 
Hippolyte Anglade est l'oncle de Jules Lasbaysses, député de l'Ariège.